# Non dimenticare
Non dimenticare è un singolo del cantautore italiano AKA 7even, pubblicato il 12 gennaio 2024.

## Descrizione
Il brano, scritto dallo stesso cantautore con Blanc, Francesco Tarducci, in arte Nesli, e Simone Borrelli, in arte JRMY, è prodotto da Umberto Odoguardi, in arte Junior K.

## Video musicale
Il video musicale è stato pubblicato il 26 gennaio 2024 attraverso il canale YouTube del cantautore.

## Tracce
Testi di Luca Marzano, Francesco Tarducci, Blanc e Simone Borrelli, musiche di Alessio Buongiorno, Max Elias Kleinschmidt e Umberto Odoguardi.
1. Non dimenticare – 2:55